# Luta de dedão
A luta de dedão (ou ainda guerra de polegar) é uma tradicional brincadeira que acabou virando um esporte individual, inclusive com um campeonato mundial.